# Liste des stations du tramway de Saint-Étienne
Pour un article plus général, voir Tramway de Saint-Étienne.
La liste des stations du tramway de Saint-Étienne propose un aperçu des stations actuellement en service sur les lignes de tramway de Saint-Étienne, en France. La première ligne a ouvert en 1881. L'ensemble des lignes, comprend 39 stations et 67 points d'arrêt, depuis le 16 novembre 2019.

## Stations en service
Le tableau ci-dessous présente la situation existante, faisant abstraction de tout ce qui est à l'état de projet ou en construction.
Pour alléger le tableau, seules les correspondances avec les transports guidés ou en site propre (trains, tramways, BHNS…) sont données. Pour les stations situées sur le tronçon ouvert en 1881 et sauf exceptions, c'est la date d'ouverture du tronçon qui est indiquée.
| Station                             | Ligne | Rang alphabétique | Date d'ouverture | Commune               | Correspondance                     | Particularité                                                                                        | Image |
| ----------------------------------- | ----- | ----------------- | ---------------- | --------------------- | ---------------------------------- | --- | ----- |
| Anatole France                      | T1 T3 | 1                 | 4 décembre 1881  | Saint-Étienne         |                                    | Station à quais décalés.                                                                             |       |
| Bardot                              | T3    | 2                 | 16 novembre 2019 | Saint-Étienne         |                                    | |       |
| Bellevue                            | T1 T3 | 3                 | 4 décembre 1881  | Saint-Étienne         | Gare de Saint-Étienne-Bellevue     | Station du T1 à double sens, station du T3 en sens unique dans la boucle de retournement.            |       |
| Bicentenaire                        | T1 T3 | 4                 | 4 décembre 1881  | Saint-Étienne         |                                    | |       |
| Bourse du Travail                   | T1 T3 | 5                 | 2006             | Saint-Étienne         |                                    | Station à sens unique                                                                                |       |
| Campus Tréfilerie                   | T1 T3 | 6                 | 4 décembre 1881  | Saint-Étienne         |                                    | |       |
| Centre Deux                         | T1 T3 | 7                 | 4 décembre 1881  | Saint-Étienne         |                                    | |       |
| Châteaucreux                        | T2 T3 | 8                 | 9 octobre 2006   | Saint-Étienne         | Gare de Saint-Étienne-Châteaucreux | |       |
| Chaléassière                        | T1    | 9                 | 4 décembre 1881  | Saint-Étienne         |                                    | Station à quais décalés.                                                                             |       |
| Cité Agriculture                    | T1 T3 | 10                | 7 décembre 1991  | Saint-Priest-en-Jarez |                                    | |       |
| Cité du Design                      | T1 T2 | 11                | 4 décembre 1881  | Saint-Étienne         |                                    | Station à quais décalés.                                                                             |       |
| Colonel Marey                       | T3    | 12                | 16 novembre 2019 | Saint-Étienne         |                                    | |       |
| Dalgabio                            | T2 T3 | 13                | 9 octobre 2006   | Saint-Étienne         |                                    | |       |
| Fourneyron                          | T2 T3 | 14                | 9 octobre 2006   | Saint-Étienne         |                                    | |       |
| Geoffroy Guichard - Musée des Verts | T3    | 15                | 16 novembre 2019 | Saint-Étienne         |                                    | |       |
| Grand Gonnet                        | T1 T2 | 16                | 4 décembre 1881  | Saint-Étienne         |                                    | |       |
| Hôpital Bellevue                    | T1    | 17                | 17 février 1983  | Saint-Étienne         |                                    | |       |
| Hôpital Nord                        | T1 T3 | 18                | 7 décembre 1991  | Saint-Priest-en-Jarez |                                    | Station en sens unique dans la boucle de retournement, seconde voie à quai ouverte en avril 2011.    |       |
| Hôtel de Ville                      | T1 T2 | 19                | 4 décembre 1881  | Saint-Étienne         |                                    | |       |
| Jean Moulin                         | T2 T3 | 20                | 9 octobre 2006   | Saint-Étienne         |                                    | |       |
| Lycée Simone Weil                   | T1 T3 | 21                | 7 décembre 1991  | Saint-Priest-en-Jarez |                                    | |       |
| Musée Art Moderne                   | T1 T3 | 22                | 7 décembre 1991  | Saint-Priest-en-Jarez |                                    | |       |
| Parc - Champirol                    | T1 T3 | 23                | 7 décembre 1991  | Saint-Priest-en-Jarez |                                    | |       |
| Paul-Louis Couturier                | T1    | 24                | 17 février 1983  | Saint-Étienne         |                                    | |       |
| Peuple Foy                          | T1 T2 | 25                | 2006             | Saint-Étienne         |                                    | Station à sens unique.                                                                               |       |
| Peuple Gambetta                     | T1 T3 | 26                | 2006             | Saint-Étienne         |                                    | Station à sens unique.                                                                               |       |
| Peuple Libération                   | T2 T3 | 27                | 2006             | Saint-Étienne         |                                    | Station à sens unique.                                                                               |       |
| Place Carnot                        | T1 T2 | 28                | 4 décembre 1881  | Saint-Étienne         | Gare de Saint-Étienne-Carnot       | |       |
| Place Jean Jaurès                   | T1 T2 | 29                | 4 décembre 1881  | Saint-Étienne         |                                    | |       |
| Quartier Grouchy                    | T1 T3 | 30                | 4 décembre 1881  | Saint-Étienne         |                                    | |       |
| Roger Rocher - Allez les Verts      | T1 T3 | 31                | 4 décembre 1881  | Saint-Étienne         |                                    | Nommée Geoffroy Guichard jusqu'en 2019.                                                              |       |
| Rue Barra                           | T1    | 32                | 4 décembre 1881  | Saint-Étienne         |                                    | Station à quais décalés.                                                                             |       |
| Saint-Louis                         | T1 T3 | 33                | 4 décembre 1881  | Saint-Étienne         |                                    | Station à sens unique depuis 2006.                                                                   |       |
| Solaure                             | T1    | 34                | 17 février 1983  | Saint-Étienne         |                                    | Station en sens unique dans la boucle de retournement.                                               |       |
| Soleil                              | T3    | 35                | 16 novembre 2019 | Saint-Étienne         |                                    | Station à quais décalés.                                                                             |       |
| Square Violette                     | T2 T3 | 36                | 9 octobre 2006   | Saint-Étienne         |                                    | Station à sens unique.                                                                               |       |
| Technopôle - Christian Cabal        | T3    | 37                | 16 novembre 2019 | Saint-Étienne         |                                    | |       |
| Terrasse                            | T1 T3 | 38                | 4 décembre 1881  | Saint-Étienne         | Gare de Saint-Étienne-La Terrasse  | Station à double sens, station des T3 en terminus ici en sens unique dans la boucle de retournement. |       |
| Zénith - Comédie                    | T3    | 39                | 16 novembre 2019 | Saint-Étienne         |                                    | |       |

## Anciennes stations
Le réseau a vu des stations fusionner ou être supprimées au fil des années :
- Passerelle : supprimée lors du déplacement de la station Quartier Grouchy vers la fin des années 2000 ;
- Gare Bellevue : fusionnée avec Bellevue à une date inconnue ;
- Gare Carnot : fusionnée avec Place Carnot à une date inconnue, le quai en direction du nord existe toujours ;
- Manufacture d'Armes : supprimée en même temps que la boucle de retournement ;
- Rue des Creuses et Gambetta : supprimées en 2006.